# Edgar Bárcenas
Edgar Yoel Bárcenas Herrera (* 23. Oktober 1993 in Colón) ist ein panamaischer Fußballspieler.

## Karriere

### Verein
Er begann seine Karriere 2012 beim CD Árabe Unido in seiner Heimat, wo er zweifacher Meister wurde. Ende Januar 2016 wurde er nach Kroatien zum RNK Split verliehen, dort kam er bis zum Ende der Saison ein paar Mal zum Einsatz. Danach ging er bis Anfang des nächsten Januars zu Árabe zurück und wurde dann nach Mexiko, zu Cafetaleros de Tapachula verliehen und lief bis zum Ende der Saison 2017/18 auf. Im Anschluss wechselte fest zum Club Tijuana und wurde von dort an den spanischen Klub Real Oviedo verliehen, bis er Ende Juli 2020 zurückkehrte. Danach wurde er an den FC Girona verliehen. 2022 wechselte er zum Mazatlán FC (Liga MX) nach Mexiko.

### Nationalmannschaft
Nach der U23, erhielt er seinen ersten Einsatz im Nationaldress der A-Mannschaft am 7. August 2014 bei einer 0:3-Freundschaftsspielniederlage auswärts gegen Peru in der Startelf und wurde in der 67. Minute für Abdiel Arroyo ausgewechselt. Regelmäßig kam er ab August 2018 zum Einsatz. Er war Teil der Mannschaft bei der Copa Centroamericana 2017, dem Gold Cup 2017, der Weltmeisterschaft 2018, dem Gold Cup 2019 und der Nations League.